# Liuchow Kwangsi Type 3
Гуанси «Тип 3» (англ. Kwangsi Type 3, кит. 廣西—3號)) — китайский опытный биплан, в 1937 году было создано два прототипа. В некоторых источниках в название самолёта включают наименование завода — строителя Liuchow Kwangsi Type 3.

## История
Самолёт был разработан китайским инженером, капитаном Чи Винг Янгом (англ. captain Chee Wing Jeang) в середине 1930-х гг по заказу правительства Южного Китая (Новая клика Гуанси). В начале 1937 года на предприятии Liuchow Mechanical and Aircraft Factory (город Лючжоу, провинция Гуанси) были построены два опытных самолёта аналогичной конструкции: «Тип 2» — двухместный учебный самолёт для обучения пилотов и «Тип 3» — одноместный истребитель. Весной было принято решение довести до состояния летного образца только «Тип 3». Первый полёт самолёт совершил в июле 1937 года. В ходе испытаний самолёт показал весьма посредственные характеристики, дальнейшая разработка истребителя не проводилась и от его серийного производства решено отказаться, первым китайским серийным самолётом собственной разработки стал Fu-hsing, а основой ВВС Китайской Республики истребители иностранного производства. Данные о дальнейшей судьбе прототипов «Тип 2» и «Тип 3» отсутствуют.

## Конструкция
Конструктивно «Тип 3» представлял собой деревянный биплан с крыльями из фанеры. Сварной каркас был выполнен из алюминиевых труб (по другим данным — стальных) и обтянут тканью, крылья были из ели и обшиты фанерой. C 1932 года авиационный завод в Лючжоу специализировался на сборке лицензионных истребителей британской разработки Avro 616, Avro 626 и Avro 643 Cadet, что обусловило установку на самолёт собственной конструкции аналогичных лицензионным аппаратам двигателя и вооружения. В качестве двигателя был использован 7-цилиндровый звездообразный мотор с воздушным охлаждением Armstrong Siddeley Cheetah IIA мощностью в 260 л. с.. В качестве вооружения был использован один 7,7 мм синхронизированный для стрельбы через винт пулемёт «Виккерс».

## Тактико-технические характеристики
Источник данных: W. Green, G. Swanborough. The Complete Book Of Fighters. — 2001.

Технические характеристики
- Экипаж: 1 пилот
- Длина: 6,25 м
- Размах крыла: 8,40 м
- Высота: 2,50 м
- Площадь крыла: 22 м² (обоих крыльев)
- Масса пустого: 760 кг
- Нормальная взлётная масса: 1043 кг
- Силовая установка: 1 × радиальный Armstrong Siddeley Cheetah IIA
- Мощность двигателей: 1 × 260 л. с. (1 × 191 кВт)

Лётные характеристики
- Максимальная скорость: 283 км/ч
- Крейсерская скорость: 220 км/ч
- Практическая дальность: до 3 часов в воздухе
- Практический потолок: 5500 м
- Скороподъёмность: 317 м/мин

Вооружение
- Стрелково-пушечное: 1 × 7,7 мм синхронизированный пулемёт «Виккерс»

### Интернет-ресурсы
1. ↑  廣西—3號 (Liuchow Kwangsi Type 3). Дата обращения: 14 апреля 2019. Архивировано из оригинала 18 апреля 2018 года.
2. ↑  Liuchow Kwangsi Type 3 on Virtual Aircraft Museum. Дата обращения: 14 апреля 2019. Архивировано 13 апреля 2021 года.